# جيوفري فليتشير
جيوفري فليتشير (20 يوليو 1919 - 27 مارس 1943) (بالإنجليزية: Geoffrey Fletcher)‏ هو لاعب كريكت بريطاني (وحمل سابقاً جنسية المملكة المتحدة لبريطانيا العظمى وأيرلندا).